# Neopsittaconirmus albus
Neopsittaconirmus albus är en insektsart som först beskrevs av Le Souëf och Bullen 1902.  Neopsittaconirmus albus ingår i släktet Neopsittaconirmus och familjen fjäderlöss. Inga underarter finns listade i Catalogue of Life.